# USL Championship
A USL Championship, (em português:  Campeonato da Liga Unida de Futebol; abreviação oficial: USLC), anteriormente conhecida como United Soccer League (USL) e USL Pro, é uma liga de futebol profissional nos Estados Unidos, começando sua temporada atual em 2011. É sancionada pela Federação de Futebol dos Estados Unidos como uma liga de segunda divisão, serve ainda como uma liga de desenvolvimento para a Major League Soccer, com muitos times possuindo parcerias ou sendo times reservas dos times da MLS.

## História

### Fundação (2010)

Logo da USL Pro (2011-2014)

Logo da USL (2015-2018)

A liga foi anunciada no dia 08 de setembro de 2010, ela foi formada com a dissolução da USL First Division.  A primeira equipe anunciada para essa nova liga foi o Dayton Dutch Lions, que fazia parte da USL-2. A primeira equipe da USL First Division que foi confirmada na USL Pro foi o Richmond Kickers. Porém alguns times da liga foram para MLS e NASL ao invés de irem para a USL Pro, como foi o caso do Portland Timbers, do Montreal Impact, do Atlanta Silverbacks, do Vancouver Whitecaps e do Puerto Rico Islanders.
Com o passar dos dias outras equipes foram anunciadas. No dia 22 de setembro foi anunciada a divisão do Caribe, com os times Sevilla FC Puerto Rico, River Plate Puerto Rico, Puerto Rico United e Antigua Barracuda FC. No dia 28 de setembro foi anunciado o Charleston Battery
Entre 04 e 07 de outubro foram anunciadas as entradas de Charlotte Eagles e Harrisburg City Islanders. Dia 22 de outubro foi anunciado o Pittsburgh Riverhounds. October 25, 2010 saw the addition of the Rochester RhinosNo dia 09 de novembro o Wilmington Hammerheads foi anunciado oficialmente e seguido pelo F.C. New York. Los Angeles Blues foi a última equipe anunciada.

### Primeiras Temporadas (2011-2012)
Nas primeiras duas temporadas, o Orlando City e o Charleston Battery foram os campeões. Durante esses anos houve uma queda de 15 para 11 times na competição.

### Início da Parceria com a Major League Soccer (2013-2016)
Com o fim da MLS Reserve Division em 2013, clubes da Major League Soccer começaram a fazer parcerias com os times da USL. As primeiras parcerias foram com times independentes. O Sporting Kansas City iniciou parceria com o Orlando City, o Philadelphia Union com o Harrisburg City Islanders, D.C. United com o Richmond Kickers e o New England Revolution com o Rochester Rhinos. Na mesma temporada foram anunciadas as equipes Phoenix FC e VSI Tampa Bay FC
Em 2014 são anunciadas expansões em Arizona, Sacramento e Oklahoma City. Orlando City deixa a liga e se torna uma franquia de expansão da Major League Soccer. Los Angeles Blues muda de nome para Orange County Blues FC.
Em 29 de janeiro de 2014 o Los Angeles Galaxy anunciaram a primeira equipe reserva da competição o LA Galaxy II. Em 14 de setembro de 2014 é anunciado a segunda equipe reserva, o Real Monarchs, que se tornaria a primeira equipe reserva da USL a construir o seu próprio estádio, o Zions Bank Stadium, localizado em Herriman, Utah.
A liga praticamente dobra de tamanho em 2015. Houve a adição de mercados independentes como Colorado Springs, Louisville, St. Louis, Tulsa e Austin.  New York Red Bulls, Portland Timbers, Seattle Sounders FC, Montreal Impact, Toronto FC e Vancouver Whitecaps também anunciaram seus times.

## Campeões

### Campeões da USL Championship
| Temporada | Campeão                                    | Placar                                     | Vice                                       | Estádio                                    | Público                                    | MVP                                        |                                            |
| --------- | ------------------------------------------ | ------------------------------------------ | ------------------------------------------ | ------------------------------------------ | ------------------------------------------ | ------------------------------------------ | ------------------------------------------ |
| 2011      | Orlando City                               | 2–2                                        | Harrisburg City Islanders                  | Citrus Bowl                                | 11,220                                     | Sean Kelley (ORL)                          |                                            |
| 2012      | Charleston Battery                         | 1–0                                        | Wilmington Hammerheads                     | Blackbaud Stadium                          | 4,963                                      | Jose Cuevas (CHB)                          |                                            |
| 2013      | Orlando City                               | 7–4                                        | Charlotte Eagles                           | Citrus Bowl                                | 20,886                                     | Dom Dwyer (ORL)                            |                                            |
| 2014      | Sacramento Republic                        | 2–0                                        | Harrisburg City Islanders                  | Bonney Field                               | 8,000                                      | Rodrigo López (SAC)                        |                                            |
| 2015      | Rochester Rhinos                           | 2–1                                        | LA Galaxy II                               | Sahlen's Stadium                           | 5,247                                      | Asani Samuels (ROC)                        |                                            |
| 2016      | New York Red Bulls II                      | 5–1                                        | Swope Park Rangers                         | Red Bull Arena                             | 5,547                                      | Brandon Allen (NYRB)                       |                                            |
| 2017      | Louisville City FC                         | 1–0                                        | Swope Park Rangers                         | Louisville Slugger Field                   | 14,456                                     | Paolo DelPiccolo (LOU)                     |                                            |
| 2018      | Louisville City FC                         | 1–0                                        | Phoenix Rising FC                          | Lynn Stadium                               | 7,025                                      | Luke Spencer (LOU)                         |                                            |
| 2019      | Real Monarchs                              | 3–1                                        | Louisville City FC                         | Lynn Stadium                               | 7,025                                      | Konrad Plewa (SLC)                         |                                            |
| 2020      | Sem vencedor devido a Pandemia de COVID-19 | Sem vencedor devido a Pandemia de COVID-19 | Sem vencedor devido a Pandemia de COVID-19 | Sem vencedor devido a Pandemia de COVID-19 | Sem vencedor devido a Pandemia de COVID-19 | Sem vencedor devido a Pandemia de COVID-19 | Sem vencedor devido a Pandemia de COVID-19 |
| 2021      | Orange County SC                           | 3–1                                        | Tampa Bay Rowdies                          | Al Lang Stadium                            | 7,521                                      | Ronaldo Damus (OCO)                        |                                            |
| 2022      | San Antonio FC                             | 3–1                                        | Louisville City FC                         | Toyota Field                               | 8.534                                      | Santiago Patiño (SAN)                      |                                            |
| 2023      | Phoenix Rising FC                          | 1–1                                        | Charleston Battery                         | Patriots Point Soccer Complex              | 5.094                                      | Rocco Ríos Novo (PHX)                      |                                            |

### Títulos por clube
| Team                  | USL Cup | Títulos    | Temporada Regular | Títulos          | Temporadas |
| --------------------- | ------- | ---------- | ----------------- | ---------------- | ---------- |
| Orlando City          | 2       | 2011, 2013 | 3                 | 2011, 2012, 2014 | 4          |
| Louisville City FC    | 2       | 2017, 2018 | 0                 |                  | 5          |
| Rochester Rhinos      | 1       | 2015       | 1                 | 2015             | 7          |
| New York Red Bulls II | 1       | 2016       | 1                 | 2016             | 5          |
| Real Monarchs         | 1       | 2019       | 1                 | 2017             | 5          |
| Charleston Battery    | 1       | 2012       | 0                 |                  | 9          |
| Sacramento Republic   | 1       | 2014       | 0                 |                  | 6          |
| Richmond Kickers      | 0       |            | 1                 | 2013             | 8          |
| FC Cincinnati         | 0       |            | 1                 | 2018             | 3          |
| Phoenix Rising FC     | 0       |            | 1                 | 2019             | 6          |